# بیمارستان سیدی فرج
بیمارستان سیدی فرج که به مارستان فاس نیز معروف است، بیمارستانی تاریخی است که توسط سلطان مرینی أبو یعقوب یوسف الناصر در شهر فاس مراکش در سال ۶۸۵ هجری قمری (۱۲۸۶ میلادی) ساخته شده است. برای مدت طولانی، این بیمارستان یک نقطه عطف فرهنگی توسط مردم فاس بوده است.